# مک‌کینلی پارک، آلاسکا
مک‌کینلی پارک (به انگلیسی: McKinley Park) شهری در بخش دنالی، آلاسکا ایالت آلاسکا است که جمعیت آن در سرشماری سال ۲۰۰۰ میلادی ۱۴۲ نفر بوده‌است.